# Sievershausen (Lehrte)
Sievershausen is een dorp in de Duitse gemeente Lehrte, deelstaat Nedersaksen. Het telde 2.375 inwoners op 31 december 2016.
Het dorp ligt ongeveer 10 km ten oosten van het stadje Lehrte.
De evangelisch-lutherse dorpskerk, gewijd aan Sint Maarten is voor het grootste deel gebouwd na 1870 in de stijl van de neogotiek. Restanten van de middeleeuwse kerktoren en kerk zijn in het godshuis ingebouwd. Het orgel van de kerk wordt door velen in de regio om zijn goede klank geprezen. Het is afkomstig uit een gesloten kerkgebouw te Hannover. 

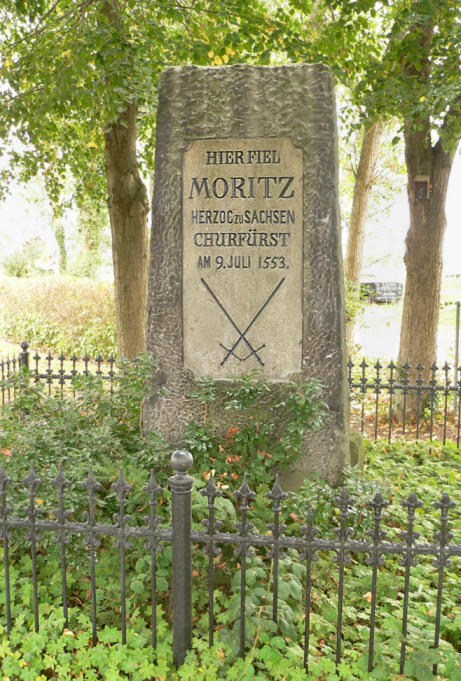
Gedenkteken Maurits van Saksen

In 1553 sloot Hendrik II van Brunswijk-Wolfenbüttel een alliantie met keurvorst Maurits van Saksen tegen markgraaf Albrecht Alcibiades van Brandenburg-Kulmbach. Dit resulteerde in de bloedige Slag bij Sievershausen, waarbij zowel Maurits als de twee oudste zonen van Hendrik II sneuvelden. Desondanks won Hendrik de veldslag.  Na 1730 kwam het gebied aan het Keurvorstendom Brunswijk-Lüneburg, waardoor het Huis Hannover er de macht verwierf. De gekruiste zwaarden in het dorpswapen herinneren aan de veldslag uit 1553.

## Trivia
- In het dorp Sievershausen is sinds 1979, in een herbouwd vakwerkhuis nabij de dorpskerk, een zgn. Antikriegshaus gevestigd. Het wordt ondersteund door de Duitse vredesbeweging en de Evangelische Kerk in Duitsland, maar richt zich ook op mensen van andere religies. Vanuit dit huis worden allerlei acties op het gebied van de vredesbeweging ondersteund.

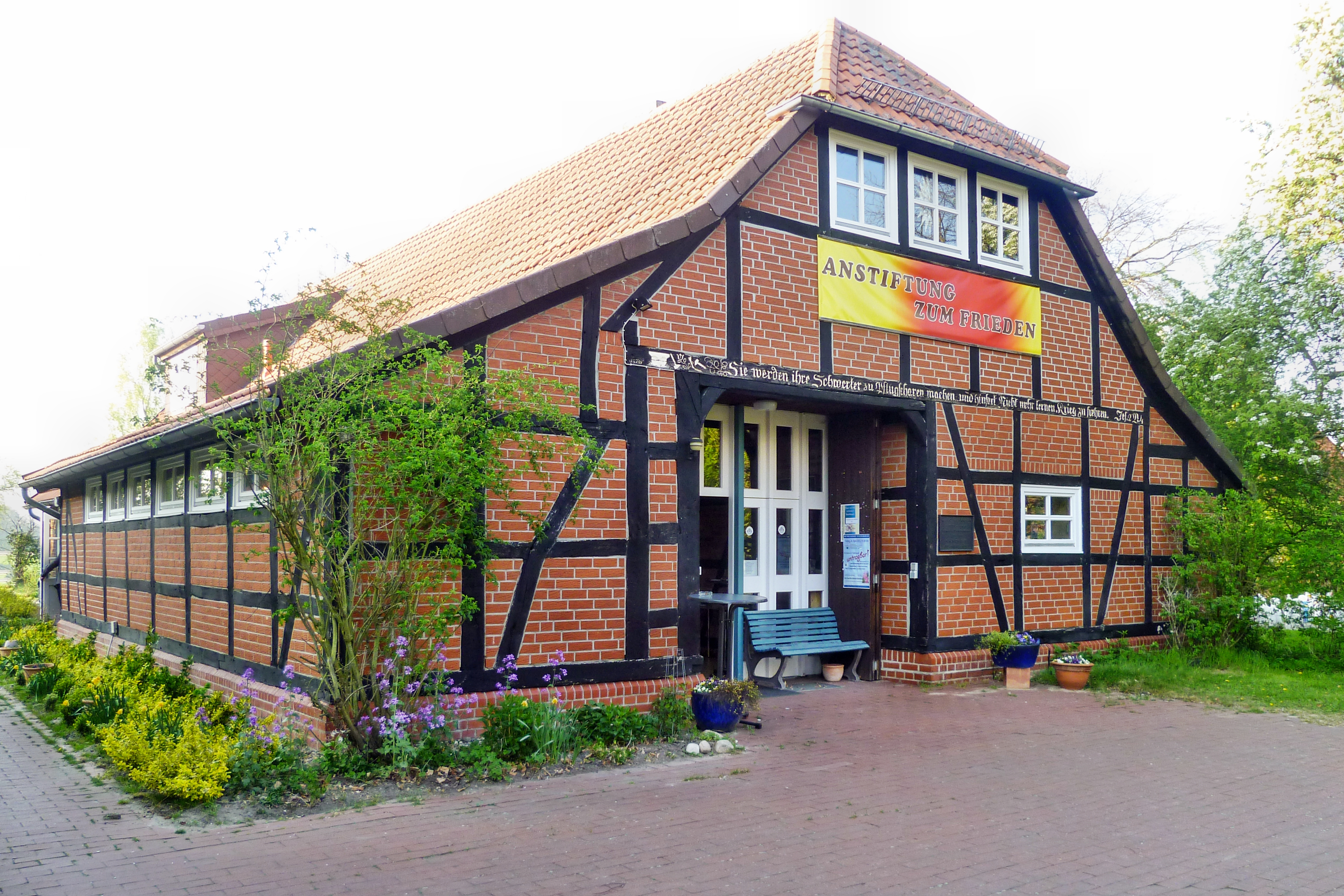
Antikriegshaus